# خودتحریکی

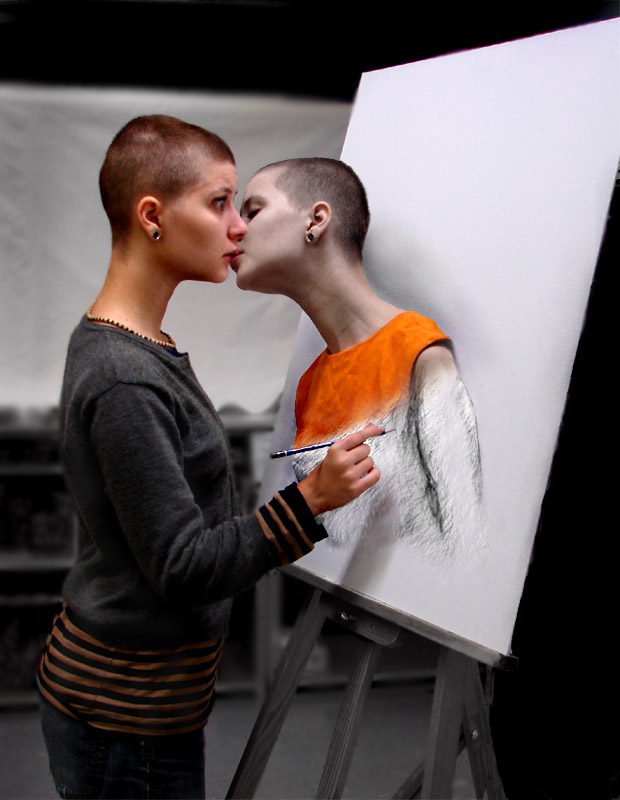
خودتحریکی در هنر، اثر نینا لانگ‌شدو

خودتحریکی به معنی تحریک جنسی شدن از راه محرک درونی است. این عبارت در اواخر قرن نوزدهم توسط سکس‌شناس انگلیسی هولاک الیس باب شد. وی آن را «پدیده ایجاد ناگهانی احساس جنسی در درون فرد بدون حضور محرک بیرونی» تعریف کرد.
رایج‌ترین عمل ناشی از خودتحریکی، خودارضایی است. گاهی خودارضایی و خود تحریکی را به جای یکدیگر استفاده می‌کنند که باید توجه داشت هر رفتار خودتحریک‌کننده، الزاماً خود ارضا کننده نیست.

## زنان
مقاله‌ای به سال ۱۹۷۷، زیر عنوان زنان بی‌جنس‌گرا و خودتحریک‌کننده: دو اقلیت نامرئی، نوشته میرا تی. جانسون، زنان خودتحریک‌کننده را با زنان بی‌جنس‌گرا متمایز می‌کند: «زنان بی‌جنس‌گرا، هیچ حس جنسی ندارند  در حالی که  زنان خودتحریک‌کننده (اونانیست)، حس جنسی دارند اما ترجیح می‌دهند خودشان به تنهایی آن را ارضا کنند.» شواهدی که جانسون به آن‌ها تکیه می‌کند از نامه‌هایی که به مجله‌های زنان توسط زنان بی‌جنس‌گرا و خودتحریک‌کننده فرستاده می‌شوند، بدست آمده است. وی معتقد است این زنان نامرئی هستند «به طوری که انگار اصلا وجود ندارند» و از انقلاب جنسی و جنبش فمینیسم عقب افتاده‌اند. جامعه وجود این زنان را انکار می‌کند یا نادیده می‌گیرد و معتقد است که آن‌ها به سبب دلایل مذهبی، فشارهای سیاسی یا اصلاً عدم تمایل جنسی چنین زاهد و ریاضت‌کش هستند.

## تحریک خود
بیش‌تر مردم از اسباب‌بازی‌های جنسی چون آلت مصنوعی، لرزاننده، توپک مقعدی و سیبیان در زمانی که تنها هستند و شریک جنسی ندارند، بهره می‌گیرند. خودکس‌لیسی و خودقضیب‌لیسی به تخمین در کم‌تر از ۱٪ مردم اتفاق می‌افتد و همه مردم امکان انجام این اعمال را ندارند؛ چراکه انجام این اعمال نیاز به یک بدن منعطف دارد.

## انتقادات
برخی مردم به سبب باورهای دینی یا علائق شخصی، خودتحریکی را کار اشتباهی می‌دانند. به طور مثال خودارضایی طبق باورهایکلیسای کاتولیک، گناه است. آموزش کودکان در رابطه با خودارضایی در برخی نقاط دنیا موضوعی بحث‌برانگیز است. به طور مثال در ۱۹۹۴، بیل کلینتون خانم جویسلین الدرز، جراح کل ایالات متحده آمریکا در آن زمان را به سبب درخواست خانم الدرز مبنی بر آموزش خودارضایی در مدارس آمریکا به منظور راهی برای جلوگیری از بارداری نوجوانان و بیماری‌های آمیزشی، اخراج کرد.

## امنیت
برخی رفتارهای خودتحریکی ناامن هستند تا آنجا که حتی می‌توانند منجر به مرگ ناشی از خودتحریکی بشوند. از جمله می‌توان به اختناق شهوانی و بندپیچی خود اشاره کرد. پتانسیل آسیب‌رسانی به خود یا حتی مرگ در اعمالی که فرد به تنهایی انجامشان می‌دهد، نسبت به اعمالی که با یک شریک جنسی صورت می‌گیرند، همچون خفت‌بندی بسیار بیش‌تر است.

## جانوران
رفتار جنسی جانوران چه در طبیعت وحشی و چه در محیط‌های کنترل شده مورد مطالعه قرار داشته است. مشاهده شده که برخی گونه‌های حیوانی ابزارهایی را به جهت خودتحریکی می‌سازند.